# 北海道おといねっぷ美術工芸高等学校
北海道おといねっぷ美術工芸高等学校（ほっかいどうおといねっぷびじゅつこうげいこうとうがっこう、Hokkaido Otoineppu Art & Craft High School）は、北海道中川郡音威子府村に所在する村立高等学校。

## 概要
戦後期の1950年に北海道名寄農業高等学校音威子府分校として開校した。1984年に工芸科へ改組、2002年に現校名に改称された。
国立教育政策研究所教育課程研究指定校として美術教育を研究するとともに、東海大学（締結時は北海道東海大学）との高大連携事業やスウェーデンとの国際交流活動なども推進している。
公立校であるが道外からの受験も可能であり、生徒の2割程度が道外出身者である。音威子府村の総人口（約850人）の約15%が高校の生徒・教職員などで、本校が村そのものを支えている側面もある。
2010年、元校長の石塚耕一による手記『奇跡の学校 おといねっぷの森から』（光村図書出版）が出版された。

## 学生生活
一時は廃校の危機に立たされたが、2009年度の入学試験では競争率が2.6倍まで上昇した。2021年現在、生徒数は108名で全員が村外出身者である。
全寮制ではなく自宅からの通学も可能であるが、交通事情（宗谷本線#運行形態及び音威子府村#交通も参照）により遠方からの通学が難しく、村内に下宿もないことから、地元出身者以外の遠方から入学した生徒は隣接する寮「チセネシリ寮」に入寮している。村外出身の生徒は住民票を音威子府村に移すことが義務付けられており、入学と同時に村民の一人となる。村民運動会など村の各種行事にも村の一員として参加している｡
遠方から入学した生徒が多いことから長期休業は年4回（春休み・夏休み・冬休みの他、4 - 5月の大型連休期間）設定されており、その期間は寮も閉鎖される。
部活動は全員参加が義務付けられている。クロスカントリースキー部が全国高等学校スキー大会で2連覇するとともに、美術部、工芸部も高文連、全国大会、道展などに入選している。
村内の筬島にある砂澤ビッキのアトリエを利用して造られた「エコミュージアム筬島センターアトリエサンモア」にボランティアのスタッフとして参加する生徒もおり、作品紹介や館内の案内などに従事している。

## 沿革
- 1950年 - 北海道名寄農業高等学校音威子府分校として開校。
- 1953年 - 定時制の北海道音威子府高等学校として独立。
- 1978年 - 入学者が6人に減少[1]。
- 1984年 - 全日制工芸科に学科転換。
- 2002年 - 北海道おといねっぷ美術工芸高等学校と改称。
- 2007年 - 北海道東海大学（当時）と高大連携事業協定を締結。

## 出身者
- 吉田圭伸 - クロスカントリースキー選手
- 蜂須賀明香 - バイアスロン選手
- 小林ちほ - 切り絵作家
- 福田亨 - 彫刻家（立体木象嵌）